# サンスーシ宮殿

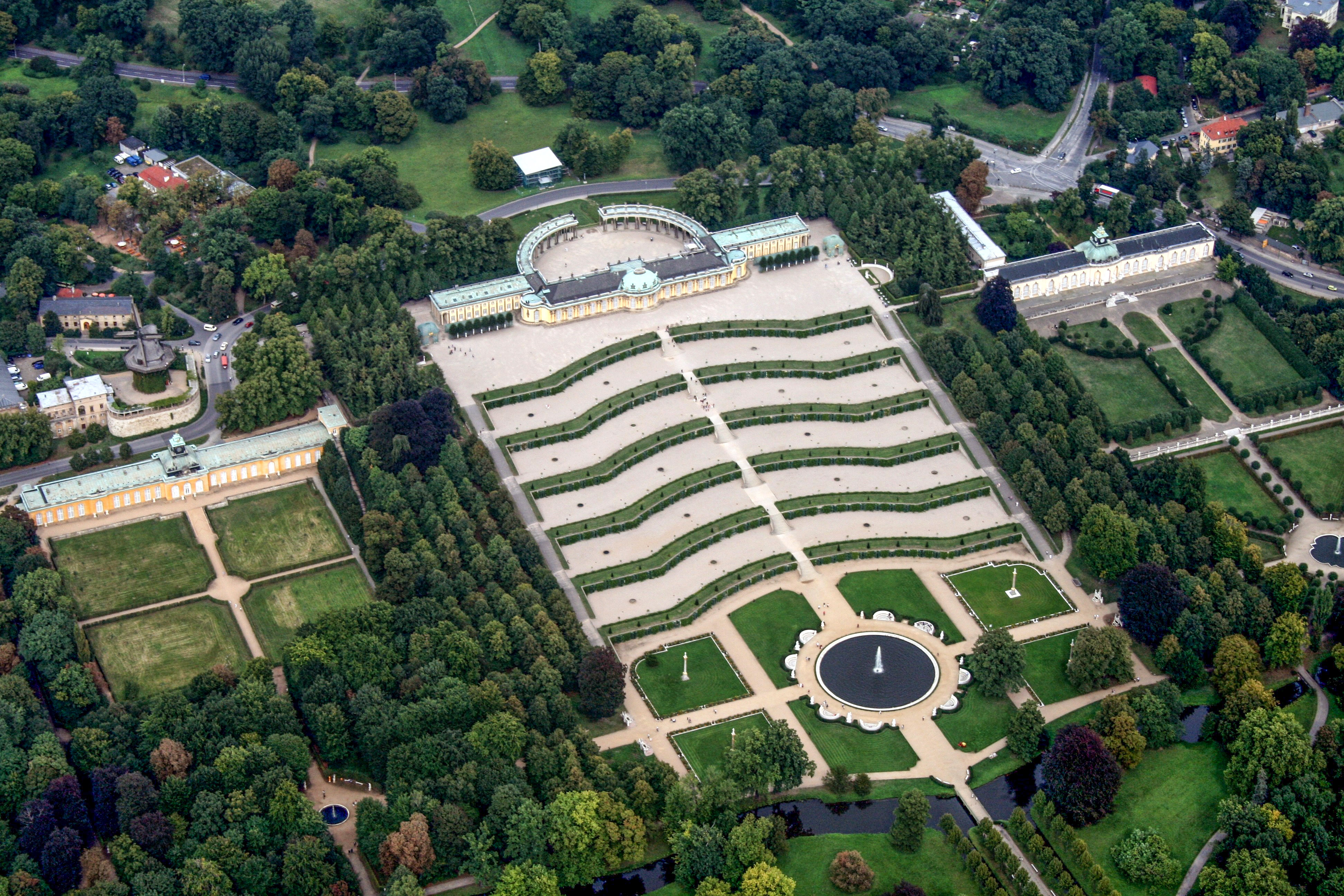
現在のサンスーシ宮殿の航空写真。宮殿の正面左には1771-75年に建造された旧オレンジ栽培温室の新邸（Neue Kammern）、右には絵画館（Bildergalerie）が確認できる。

サンスーシ宮殿（サンスーシきゅうでん、独: Schloss Sanssouci）は、ドイツ北東部の首都ベルリンから南西約30km、ブランデンブルク州の州都ポツダム市街の西に広がるサンスーシ公園北東部に建つロココ建築の宮殿。「サンスーシ (Sans Souci)」とは、もともとフランス語で「憂いなし」を意味し、日本や中国では漢訳して無憂宮とも呼ぶ。1990年に、宮殿の建物および庭園は「ポツダムとベルリンの宮殿群と公園群」の1つとしてユネスコの世界遺産（文化遺産）に登録された。

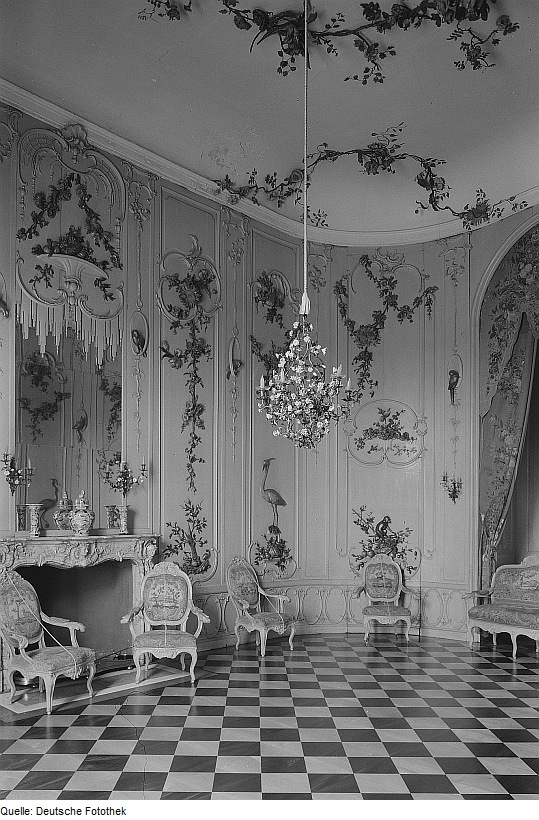
1950年以降に撮影された「ヴォルテールの部屋」。

## 宮殿の歴史と果たした役割
プロイセン王国時代の1745年から1747年にかけて、フリードリヒ2世の命によってわずか2年で建てられた。フリードリヒ2世が開始した第二次シュレージエン戦争のさなかに実行されたこの建築計画による散財は、マリア・テレジア率いる敵対国オーストリアに対する挑戦的行為ともとらえられたかもしれない。この宮殿は「陰鬱なベルリンの王宮」を離れて暮らすための、政治的機能から切り離されたフリードリヒ2世の「夏の離宮」として建てられた。だが、結果的にはサン・スーシの宮殿は離宮ではなく、フリードリヒ2世の居城として機能した。この宮殿の建築に関しては、フリードリヒ2世自ら設計の一部を行った。

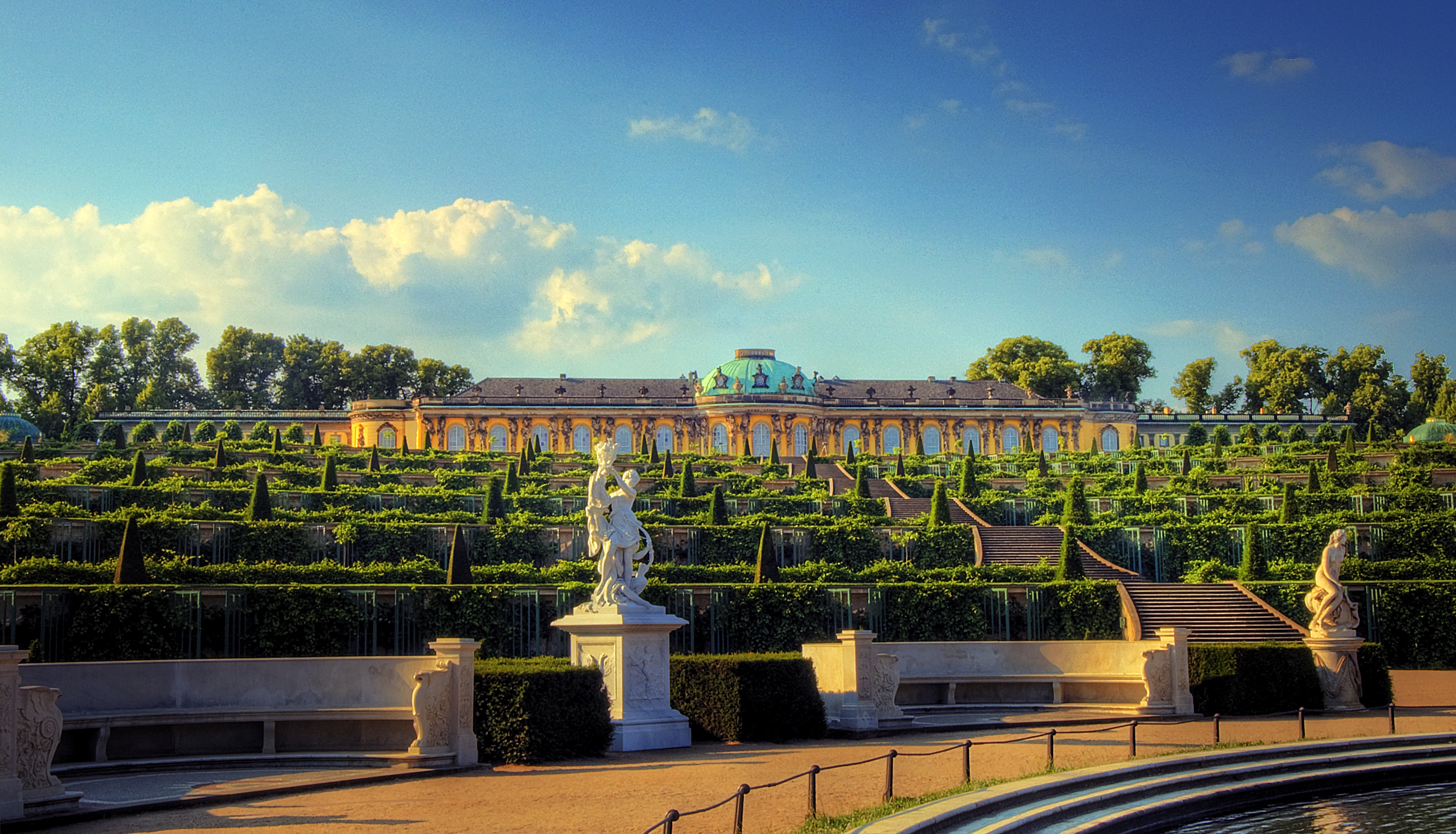
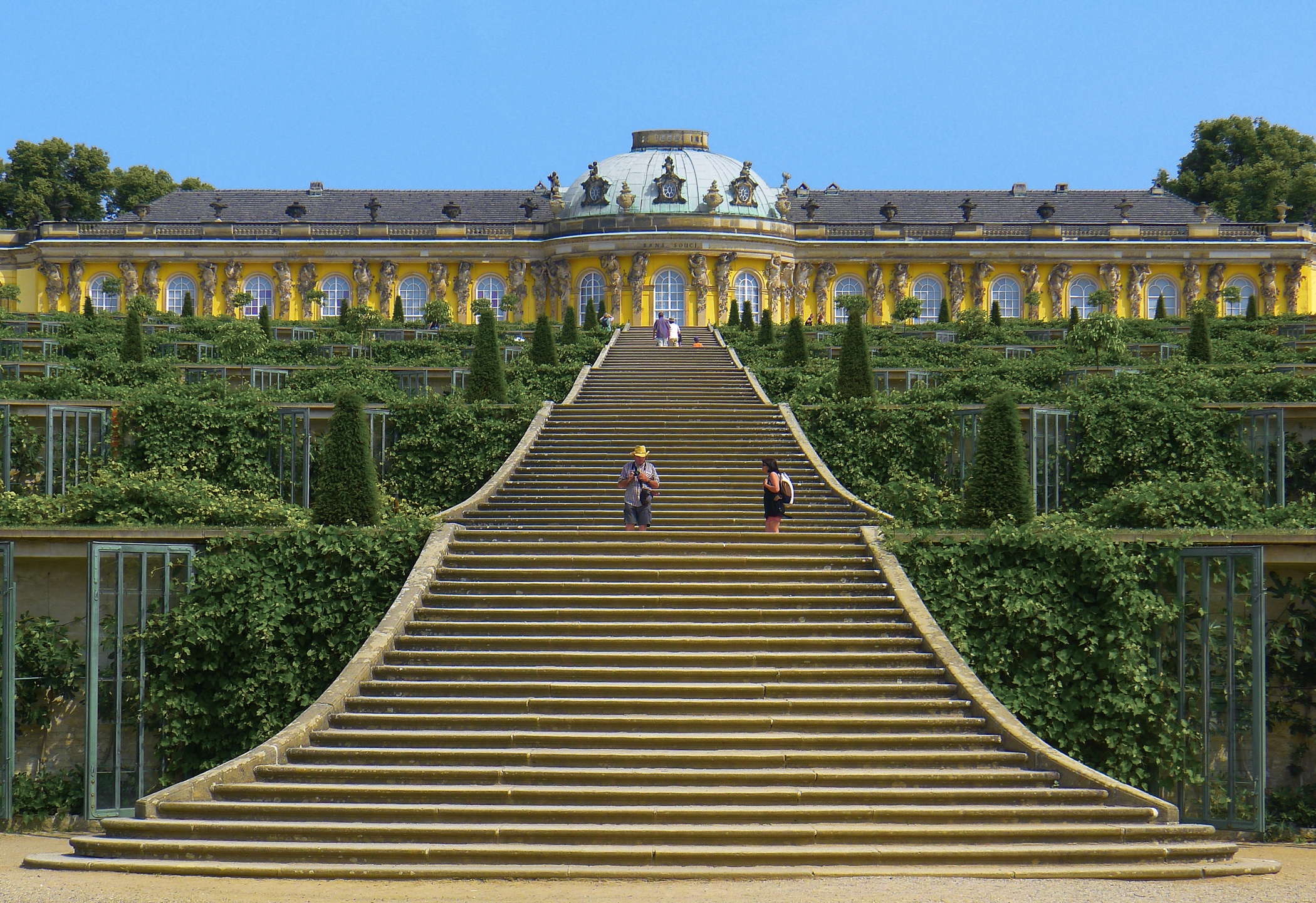
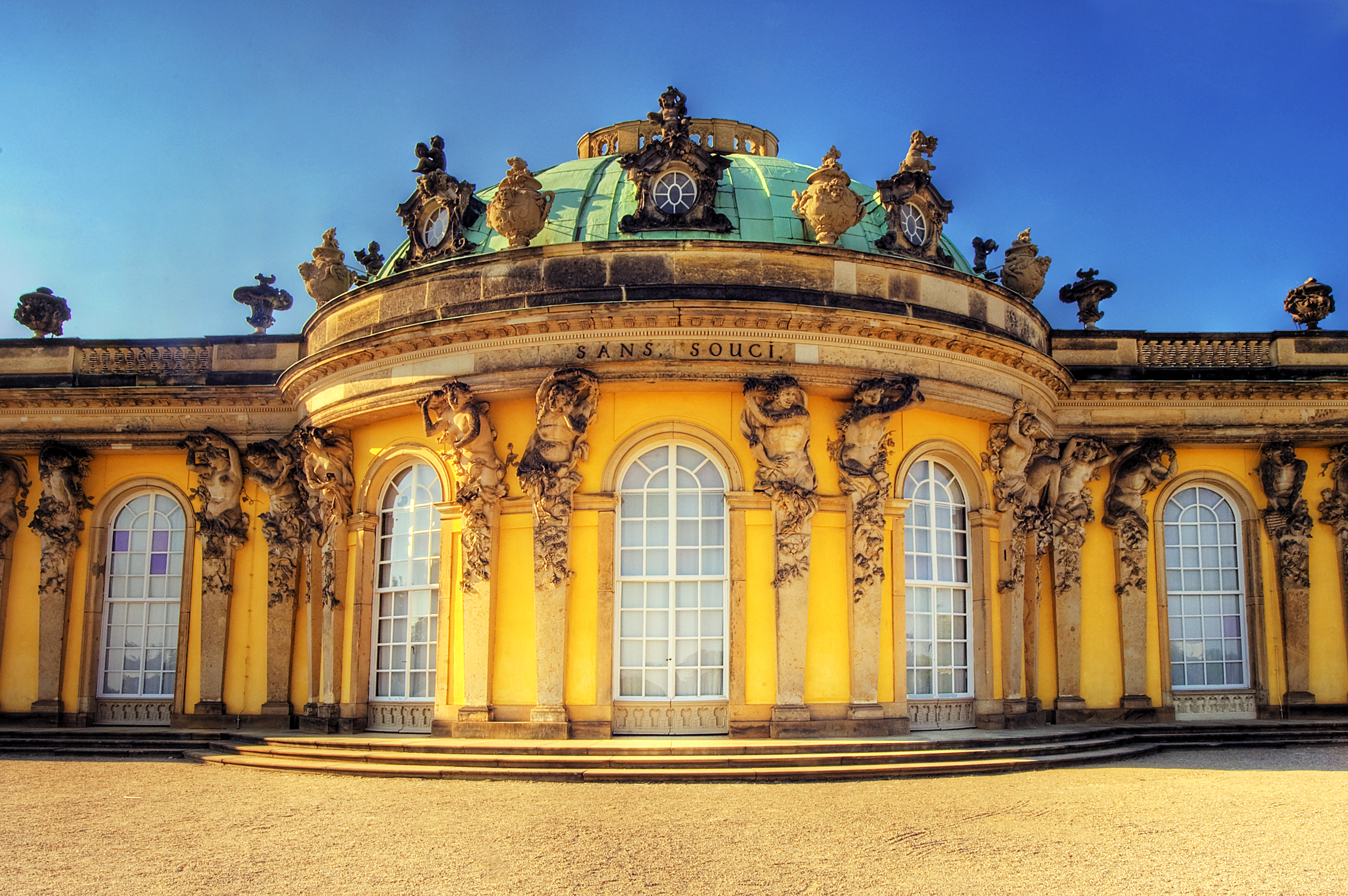

## 建築様式：近世ヨーロッパ君主の小規模離宮

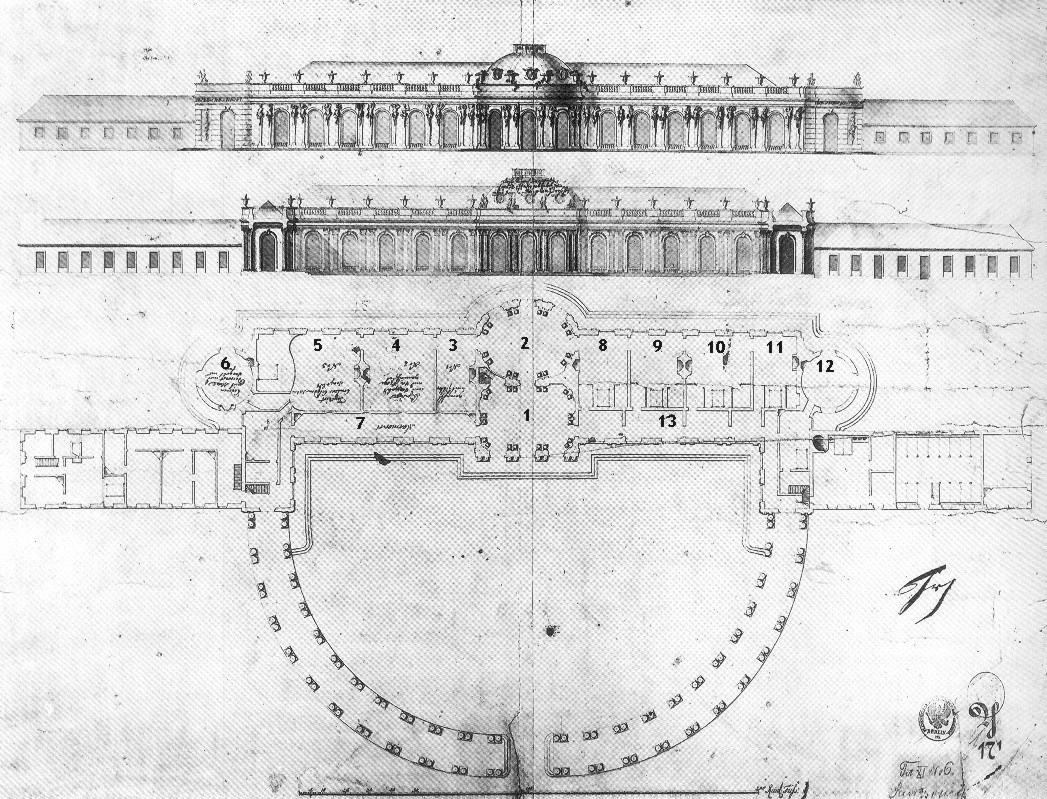
1744年作成のサンスーシ宮殿平面図。

### 規模
専門家として設計を担当したフリードリヒ2世の友人の建築家クノーベルスドルフは、より壮麗な宮殿の建築プランを提案したが、王の趣味を反映してこぢんまりとした瀟洒な建物として建築された。規模は東西の全長が100メートル、部屋数12、宮殿としては小さいサイズである（たとえばヴェルサイユ宮殿は部屋数700、ルーヴル宮ではクール・カレの中庭ですら一辺が100メートルある）。またサン・スーシ宮殿は平屋建てで、ヴェルサイユやルーヴル、シェーンブルンの多層構造を持つ宮殿に比べると高さはずっと控えめである。

### 部屋割り
宮殿中央部は大理石造りの広間「楕円の間」で、ここでは晩餐会や音楽会が行われた。両端に「円形の間」がある。西翼は客用でヴォルテールが一時期滞在したことでも知られる。東翼はフリードリヒ2世の私室があり、執務室兼寝室や書斎が置かれた。なお、七年戦争後に、プロイセンの国威発揚のため、近くにヴェルサイユ宮殿を模した大規模な宮殿が建てられた。これを新宮殿と呼ぶ。

## 装飾様式：「フリードリヒ・ロココ」スタイル

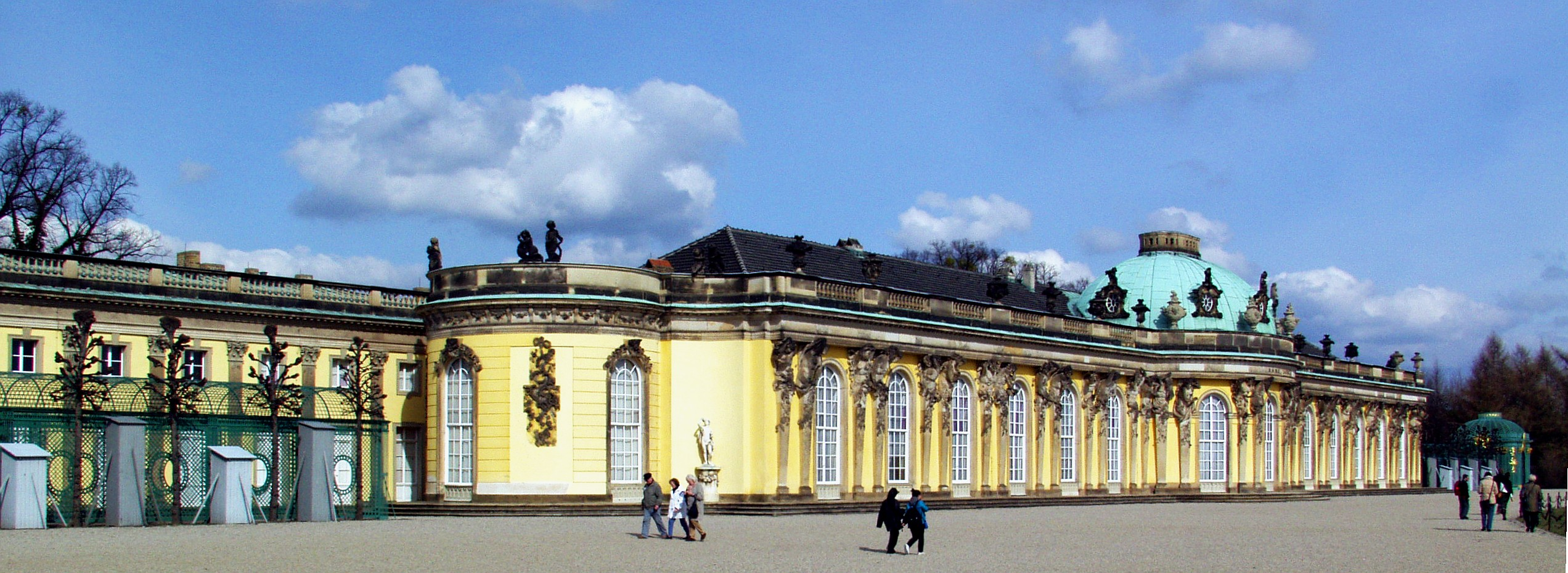
サンスーシ宮殿の現在の外観。庭園を望む正面の様子。

### 外装
サン・スーシ宮殿は平屋建てで装飾面が比較的少なく、外装はヴェルサイユ宮殿などと比べると簡素である。屋根は青、壁はウィーンのシェーンブルン宮殿やヴェルサイユの小トリアノンと同じく明るい黄色に塗られている。その他の部分は白色を呈している。建築後方には双子円柱が半円を描いて並ぶ列柱廊を従えている。庭に面するファサード（建築正面部分）には開口部が広く取られ、床からエンタブラチュア部分にいたる背の高い細長く伸びた格子付き窓が設けられている。ドーム型の屋根には「牛の目」（oeil de boeuf）型の窓が設けられ、間には装飾用の壺を模した彫刻が置かれている。建築正面に取り付けられた2本一組の付け柱上部には、カリアティッド風に人物彫刻が配され、エンタブラチュア（柱頭上部水平構築部分）を支える姿勢をとる。最上部には近世ヨーロッパの他の宮廷（ルーヴル宮など）と同様に、彫像を戴く欄干が設けられている。

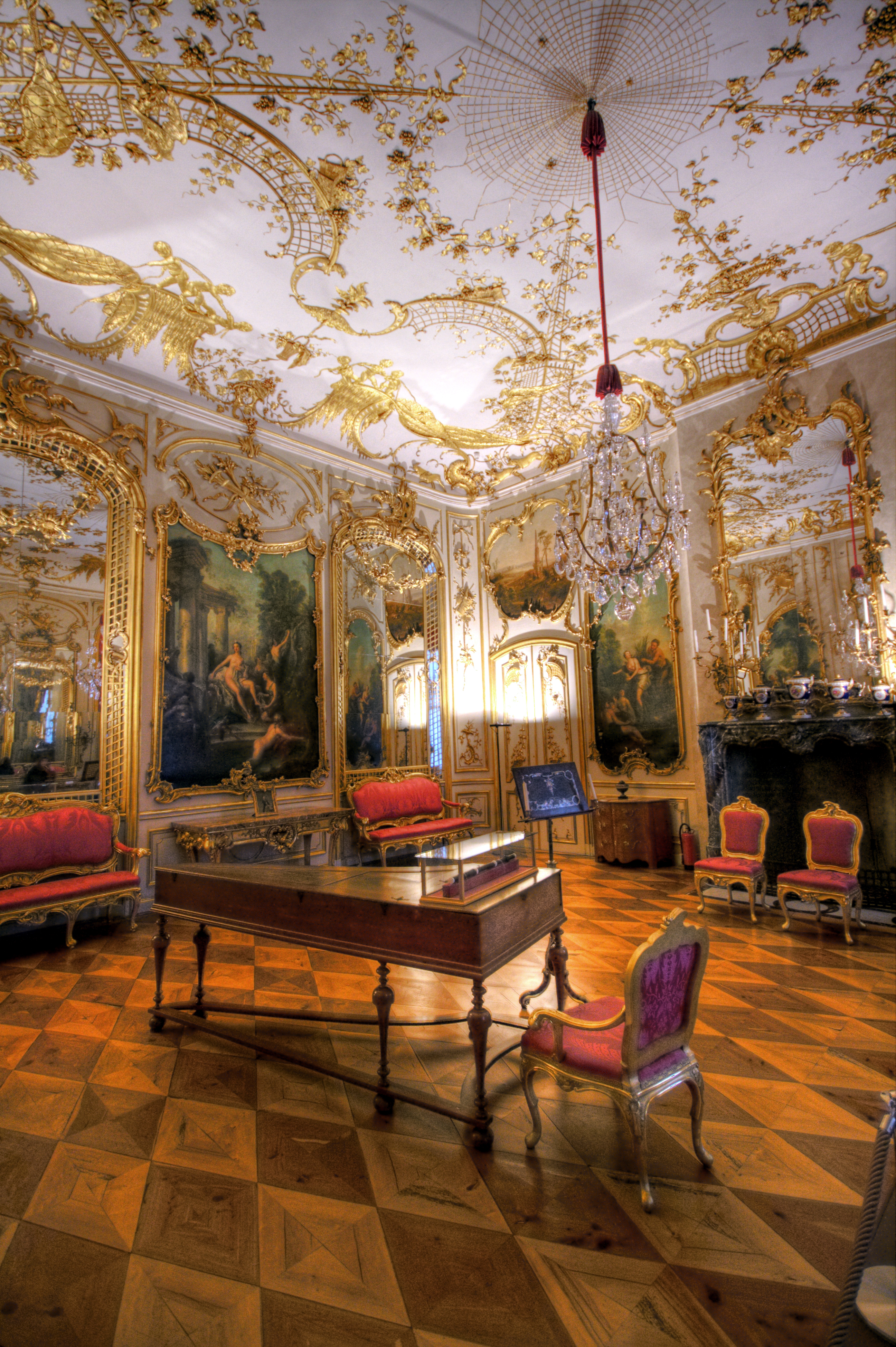
サンスーシ宮殿音楽演奏室の内装の現状。

### 室内装飾
サン・スーシ宮殿は外装は簡素だが、室内はいわゆる「フリードリヒ式ロココ」（Friderizianisches Rokoko）の様式で、壁から天井まで豪華に飾られている。同様式は18世紀ヨーロッパで流行した装飾スタイルに追従し、自然な花綱飾りと主調色として用いられるパステル・カラーを様式上の特徴としている。

#### 音楽演奏室
現状で「フリードリヒ式ロココ」様式の装飾が確認される部屋。白塗りの壁および天井に蔦のモチーフを中心に用いた金色の植物文様装飾が施されている。壁面はやはり金色の植物文様の額で囲まれた、神話主題の描かれた絵画、あるいは大型の鏡が取り付けられている。その前には壁に接するかたちで長椅子、コモード（横長整理箪笥）、コンソール（壁取付用装飾机）が設置されている。室内にはフリードリヒ2世が愛用したものと思しきフルートを収める透明ケースを載せた鍵盤楽器、金箔で覆った木製の肘掛、脚、背もたれの枠を曲線が支配し、座席と背もたれ部分に深紅色の布地を張った18世紀様式の肘掛椅子が配されている。床は明暗2種の木片により市松模様が組まれた寄木細工で敷かれている。

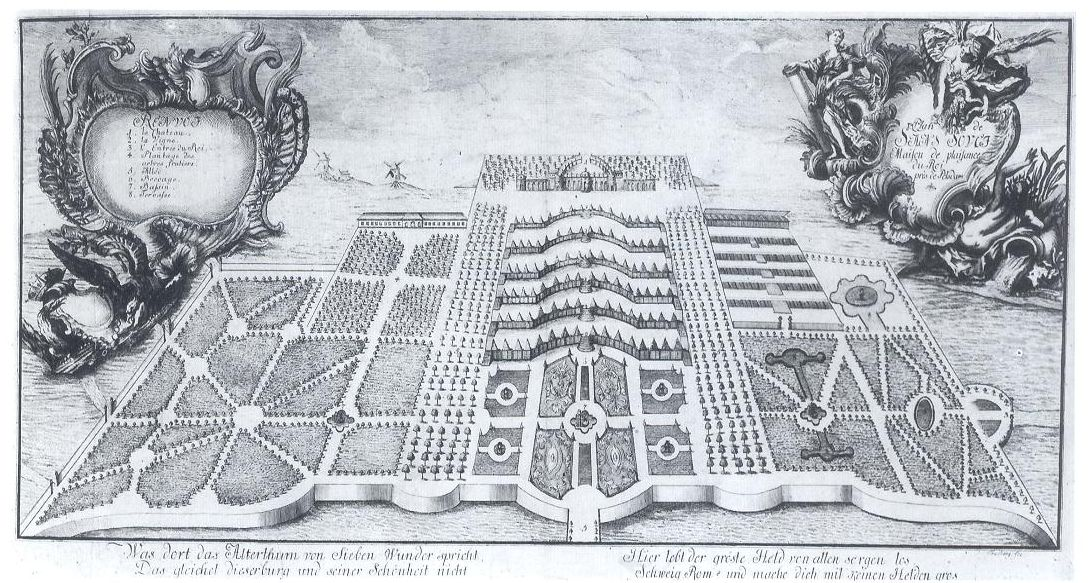
1746年頃のサンスーシ宮殿と庭園の様子。

## 庭園
18世紀の状態と同様に、現在でも宮殿の前には6段に連なるテラスが展開し、その左右に整然と列をなす並木群が植えられている。庭園は直角に交差する散歩道を有し、樹木や彫像が左右対称に配されている。これはヴォー＝ル＝ヴィコント城やヴェルサイユ宮殿の庭園に代表される平面幾何学式庭園、いわゆるフランス・バロック庭園様式の特徴である。

なお、ドイツ再統一後の1991年、サンスーシ宮殿の庭先の芝生にフリードリヒ2世の墓が移されている。

## 逸話
- この宮殿の庭園の西に、大きな風車小屋が建っている。サンスーシ宮殿完成後、景観にまともに入る位置だったため、フリードリヒ2世が取り壊しを命じた。しかし所有していた農夫から生活を奪わないでほしいと訴えられ、王はこの風車小屋をそのまま残したという。現在もこの逸話のためか、堂々とその風車小屋は建っている。
- フリードリヒ2世は自らを「サン・スーシ宮殿の哲学者」と称し、遺言状の署名にも「プロイセン王」ではなくこの呼称を用いた[3]。

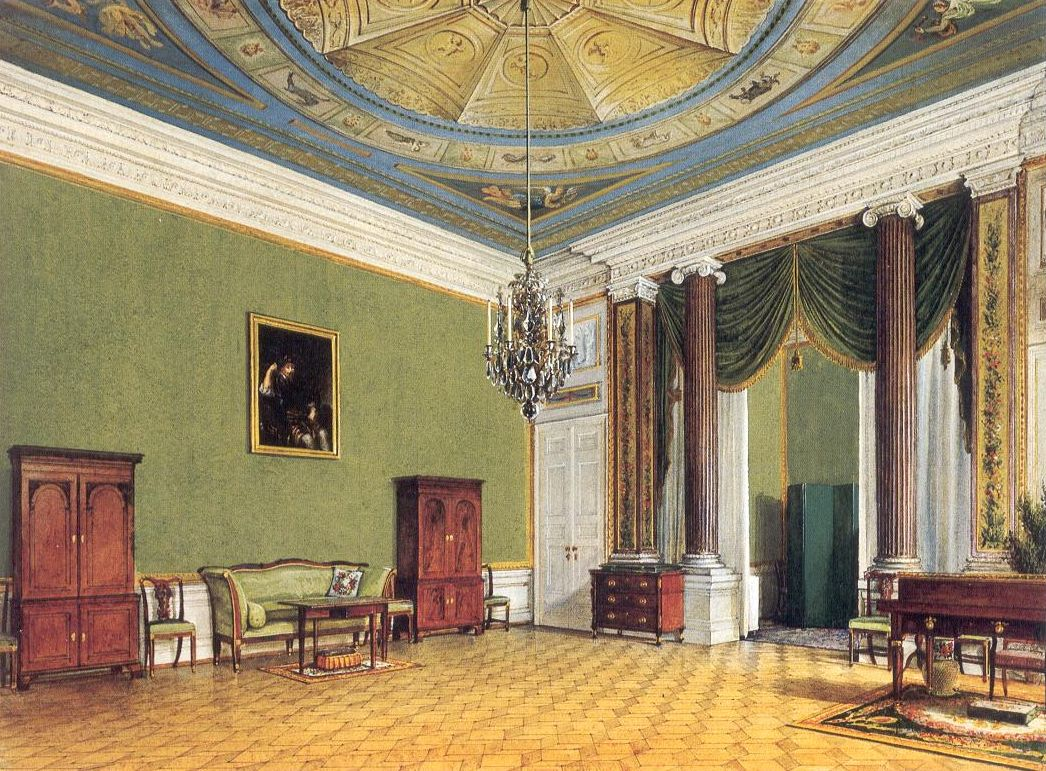
サンスーシ宮殿執務室兼寝室の内装の1830年代末期の様子。古典主義様式にデザインしなおされた後の姿。特に家具に関しては曲線を多用した18世紀の様式とは異なり、直線部分の利用が目立つ。